# Carlos Moleda
Carlos Moleda né le 22 décembre 1962 à São Paulo au Brésil est un triathlète handisport américain, quintuple champion du monde Ironman  dans la catégorie  handbike (HC).

## Palmarès triathlon
Le tableau présente les résultats les plus significatifs (podium) obtenus sur le circuit international de paratriathlon depuis 1998. 
| Année | Paratriathlon                     | Pays       | Position          | Temps            |
| ----- | --------------------------------- | ---------- | ----------------- | ---------------- |
| 2015  | Ironman HC - Championnat du monde | États-Unis | Médaille d'or     | 11 h 32 min 34 s |
| 2005  | Ironman HC - Championnat du monde | États-Unis | Médaille d'or     | 10 h 31 min 15 s |
| 2004  | Ironman HC - Championnat du monde | États-Unis | Médaille d'or     | 11 h 18 min 7 s  |
| 2000  | Ironman HC - Championnat du monde | États-Unis | Médaille d'argent | 11 h 14 min 12 s |
| 1999  | Ironman HC - Championnat du monde | États-Unis | Médaille d'or     | 11 h 55 min 58 s |
| 1998  | Ironman HC - Championnat du monde | États-Unis | Médaille d'or     | 11 h 25 min 55 s |